# Сільський округ імені Койгельди Аухадієва
Сільський округ імені Койгельди́ Аухаді́єва (каз. Қойгелді Аухадиев ауылдық округі, рос. Сельский округ имени Койгельды Аухадиева) — адміністративна одиниця у складі Кокпектинського району Абайської області Казахстану. Адміністративний центр — село Преображенка.
Населення — 1445 осіб (2021; 2155 у 2009, 2497 у 1999, 2793 у 1989).
Станом на 1989 рік існувала Куйбишевська сільська рада (села Воздвиженка, Мала Буконь, Преображенка, Чорноярка) з центром у селі Преображенка. До 2006 року округ називався Куйбишевським. 2019 року було ліквідовано село Мала Буконь.

## Склад
До складу округу входять такі населені пункти:
| Населений пункт     | Старі назви            | Населення, осіб (1989) | Населення, осіб (1999) | Населення, осіб (2009) | Населення, осіб (2021) |
| ------------------- | ---------------------- | ---------------------- | ---------------------- | ---------------------- | ---------------------- |
| Преображенка, село  | -                      | 1916                   | 1862                   | 1618                   | 1159                   |
| Укілікиз, село      | Воздвиженка, Укілі-Киз | 391                    | 331                    | 294                    | 205                    |
| --Мала Буконь, село | -                      | 279                    | 134                    | 96                     | 1                      |
| Чорноярка, село     | -                      | 207                    | 170                    | 147                    | 80                     |